# Ferroína
La ferroína es un compuesto químico con la fórmula [Fe(o-phen)
3]SO
4, donde o-phen es una abreviación para la 1,10-fenantrolina, un ligando bidentado. El término ferroína se utiliza en forma un tanto laxa, indicando también a sales de otros aniones tales como por ejemplo el cloruro.

## Indicador redox
Este compuesto de coordinación se utiliza como indicador redox en química analítica. El ingrediente activo es el ion [Fe(o-phen)
3]2+
 el cual es un cromóforo que puede ser oxidado al derivado férrico [Fe(o-phen)
3]3+
. El potencial de este cambio redox es de +1,06 volts en una solución 1M de  H
2SO
4. Es un indicador redox popular para hacer visibles las oscilaciones de la reacción Belousov–Zhabotinsky.

## Preparación
Se puede preparar sulfato de ferroína combinando fenantrolina con sulfato ferroso en agua. 

El hierro es octaédrico de bajo espín con simetría D3. El intenso color de este complejo ferrose deriva de la transición por transferencia de carga entre metal y ligando.